# 羅德島州學院和大學列表
以下是羅德島州目前运营的公立和私立高等教育机构列表。

### 州立大學
- 羅德島大學
- 羅德島學院
- 羅德島社區學院

### 私立大學
- 布朗大学
- 羅德島設計学院
- 強生威爾士大學
- 普洛威顿斯学院
- 沙尔瓦瑞金纳大学
- 布萊恩特大学
- 羅傑威廉姆斯大學
- 新英格蘭理工学院